# Доходный дом М. Журавской
Доходный дом М. Журавской — здание-достопримечательность в Москве. Объект культурного наследия федерального значения.

## История
В 1907 году построен Доходный дом М. Журавской по проекту архитектора Владимира Дмитриевича Адамовича.
На данный момент, 31 мая 2015 года, помещение здания занимают представительства субъектов Российской Федерации: Камчатская область, Ульяновская область — и частная школа «Пифагор и К».

## Архитектура
Архитектор — Владимир Дмитриевич Адамович. Большая часть доходного дома выдержена в стиле модерн. Однако здание, аттик, имеет черты и другого стиля — английская готика, стиль Тюдоров. Фасад обложен керамической плиткой, что подчёркивает элементы готики. Ризалит, выступающий с боковой части фасада, придаёт зданию асимметрию. В мансарде находилась мастерская для художников.

## Известные люди
В этом доме с 1918 года по 1922 год проживал Евгений Багратионович Вахтангов, российский и советский актёр, театральный режиссёр, об чём свидетельствует мемориальная табличка. В доме проживали и работали братья Веснины, архитекторы.